# Günther Reich
Pour les articles homonymes, voir Reich.
Günther (quelquefois Günter) Reich (né le 22 novembre 1921 à Liegnitz, Allemagne, aujourd'hui Legnica, Pologne - mort le 15 janvier 1989 à Heidelberg) était un baryton allemand naturalisé israélien, surtout connu pour comme interprète des œuvres d’Arnold Schönberg en collaboration avec le chef d'orchestre Michael Gielen (Moïse et Aaron, Kol Nidre,  Un survivant de Varsovie...).
Reich venait d'une famille juive. En 1934, celle-ci quitta l'Allemagne nazie et s'installa en Palestine. En 1958, Reich vint s’installer en République fédérale d'Allemagne pour y étudier le chant à Berlin puis à Mannheim. Il fit ses débuts scéniques exceptionnellement tard pour un chanteur professionnel de rang : il avait quarante ans lorsqu'il chanta Iago à Gelsenkirchen, en 1961. En 1968, il devint membre de l’opéra de Stuttgart, et dans les années 1970, il fut invité sur toutes les grandes scènes du monde, notamment comme interprète wagnérien (Hans Sachs...). C'est de cette décennie que date sa collaboration artistique avec Gielen, capturée sur disque et même à l’écran (film Moïse et Aron de Straub et Huillet).